# フロアボール
フロアボール(英語:floorball スウェーデン語:Innebandy)は、スティックを使ってプラスチック製のボールを相手チームのゴールに入れて得点を競い、室内で行う団体球技。フロアボールが盛んな地域はスウェーデン、フィンランド、スイスなど。またノルウェー、チェコ、カナダ、シンガポール、日本、オーストラリア、アメリカなどでも行われている。

## 概要
フロアボールのチームは、1チーム6人で構成される。試合の目的は、穴のあいたプラスチック製のボールを相手チームのゴールに入れて得点を競うものである。ゴールは、試合場（リンク）の両端に置かれている。競技者は片方が湾曲しているスティックを使ってボールを打つ。頭、手、腕でボールを操ることはできない（体の他の部位で操ることはできる）。足でボールを操る事もできる。
チームの構成員のうちの一人はゴールキーパーである。ゴールキーパーはゴールにボールを入れられないように守る。キーパー専用の装備を用いるが、スティックは用いない。
競技場は40m×20mの広さを持つ。
(ユニホックとは少し違う)

## 試合

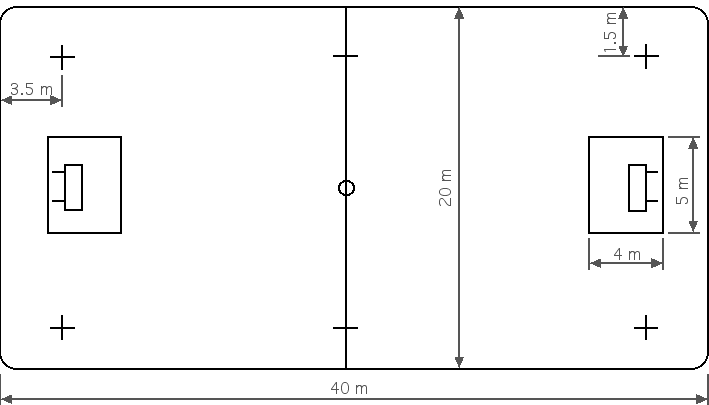
フローボールリンクのサイズ

フロアボールは、北欧発祥で、アイスホッケーの元になったと考えられているバンディに似ている。
フロアボールはしばしば室内で行うアイススケートの無いアイスホッケーに喩えられることがあるが、ルールには異なるところも少なからずある。スイスでは、フロアボールは、ホッケーの一種と広く考えられている。
通常は標準サイズのコート(以後、標準コート; 40 x 20メートル)
標準コートの場合、両チームとも、5名+1ゴールキーパーでプレーされる。チーム全体としては、いつでも交代できる選手を構成される。

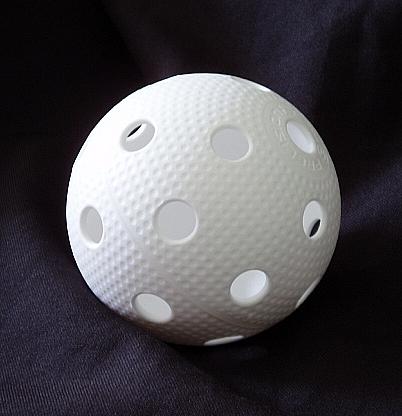
フロアボール。写真は、精密に作れられているボールで、空気抵抗と床との摩擦を減らすための1516個の小さな窪みがある

フロアボールの初期には、ゴールキーパーは特別なスティックの使用を認められていたが、今日ではスティックを使用していない。
試合は通常1ピリオド20分間で、第3ピリオドまで行う。時間が止まるペナルティや、ゴール、タイムアウトがあった場合、時計は止まる。各ピリオド間の休憩時間は10分間である。
大会によって、時間が20分 x 2ピリオド、ピリオド間の休憩が5分に縮められる場合や、タイムアウトが30秒になる場合、時計を止めるのか止めないのか、残り3分だけ止めるのかなど、ルールは多様になる。
審判は2名であり、2名が同等の権限を持つ。
フロアボールのスティックは、厳しくルール化されている。シャフトは、最大でも105cm、350gまで。プラスチック、カーボンで、中は空洞であること。軽いスティックが一般的に好まれる。
ボールも中身は空洞で、11mmの穴が26個あり、材質はプラスチック、多くの色がある。直径は72mm、重量20g〜23gとなっている。
ゴールは、幅160cm、高さ115cm、奥行65cm。
ゴールキーパーは、特別な道具を着用している。着用するズボンは、長ズボンでパッドをつけている。シャツもパッドがつけられ、長袖であることもある。グローブを着用することは出来るが、ミットは許可されていない。また、顔を保護するためにヘルメットをかぶっている。すべての道具はゴールキーパーを保護するために使用されている。キーパーはスティックを持っていない。フィールドプレーヤーはスティックを持っているが、身に着けるものはショーツ、シャツ、ソックス、内履きのみである。安全のためのシンガード、目を守るプロテクターやパッドを着けることは許されている。
フロアボールはアイスホッケーのように身体のぶつかり合いは無いが、最近はボディコンタクトを許す度合いが増している。例えばルーズボールを相手選手と取り合うときには、肩と肩で競り合うチェッキングは、認められている。フロアボールは、プレーがコーナーやボード沿いで密集するときにチェックすることが増えてきてもいる。チェッキングに関して、最も適した比較対照はサッカーである。サッカーで行われるチェッキングは、プレーから相手選手を取り除くことよりも、ボールとのポジショニングを良くするために行われる。
選手がファウルを犯した場合、相手チームにフリーショットが与えられる。激しいファウルの場合、2分間から5分間の退場に処される。反スポーツ的態度 (unsportsmanlike behaviour) の場合、10分間の退場、極端な場合は、試合からの退場(レッドカード)になる。

## 歴史
フロアボールという名称のスポーツが最初に行われたのは1970年代前半のスウェーデンである。学校やクラブチームなどで競技人口が増えていった。当初はゴールは現在よりずっと小さく、ゴールキーパーは置かれていなかった。現在でも、通常、この形態がレクリエーションとしてプレーされている。
その後、1970年代後半にヨーロッパに広まり、1980年代初頭から各国に協会が設立されていった。2006年現在、世界選手権を制したのはスウェーデン、フィンランド、スイス、チェコの4カ国のみであるが、その他の国も、年々この4カ国との実力の差を縮めつつある。

## 協会

### 各国協会
各国の協会が設立された年
- 1981年 スウェーデン
- 1983年 日本
- 1985年 フィンランド・スイス
- 1986年 国際フロアボール連盟 (International Floorball Federation(IFF)) 設立
- 1987年 リヒテンシュタイン
- 1989年 デンマーク・ハンガリー
- 1991年 ノルウェー (現在も、ノルウェーバンディ連盟によって運営)
- 1992年 ロシア・チェコ・ドイツ
- 1993年 アメリカ・エストニア・ラトビア
- 1995年 ポーランド・ベルギー・シンガポール・イギリス
- 1996年 オーストリア・オーストラリア
- 1998年 ブラジル・スペイン・オランダ・スロバキア
- 1999年 アルメニア
- 2000年 イタリア・スロベニア
- 2001年 ニュージーランド・マレーシア・インド
- 2002年 グルジア・フランス
- 2003年 パキスタン
- 2004年 ウクライナ・韓国
- 2005年 モンゴル
- 2007年 モルドバ・アイルランド・イスラエル・セルビア・アルゼンチン・タイ・レバノン

### 各国のリーグ
- スウェーデン・スーパーリーグ (Swedish Super League)  1995年設立 12チーム

## 世界選手権
国際フロアボール連盟(IFF)によって世界選手権が開催されている。男子及び女子U19は偶数年、女子及び男子U19は奇数年に行われる。

## 国際大会

### ヨーロッパ選手権
世界選手権が開催される以前に、ヨーロッパ選手権が2度開催された。フィンランドで開催された1994年に、スウェーデン男子がヨーロッパチャンピオンとなった。1995年に、スイスで開催された大会では、フィンランド男子とスウェーデン女子が優勝した。

### 北米フロアボール選手権
北米フロアボール選手権は、オンタリオ・フロアボール/ユニホッケー連盟が、アメリカ・フロアボール協会と共催で創設した。隔年で開催され、現在のところ、東海岸トーナメント(East Coast Tournament(Raleigh, ノースカロライナ))と、カナダカップ・フロアボール・チャンピオンシップ(トロント)の2つのトーナメントでの結果を合計し、最も成績の良いチームをチャンピオンとしている。2007年は、ニューヨーク市・フロアボールクラブ(NYC Floorball Club)が、東海岸選手権で優勝したが、3位だったモントリオール・ユナイテッド(Montreal United)が、それより前に行われたカナダカップとの積算による得失点差の結果、チャンピオンとなった。
- 2007 Champion - Montreal United FC
- 2006 Champion - Boston Puukadet
- 2005 Champion - Boston Puukadet
- 2004 Champion - Boston Puukadet

### アジア太平洋フロアボール選手権
アジア太平洋フロアボール選手権は、毎年シンガポールで開催されている。
シンガポール・フロアボール協会が発案、アジア・オセアニアフロアボール連盟(AOFC)と共催で運営されている。
2008年8月はオーストラリアで、2009年2月に韓国で開催。2010年2月に男子はシンガポールで世界選手権予選大会が開催され る ことが決定した。この予選で男子は3チームが世界選手権の切符を手にすることができる。
2012年2月に2012男子世界選手権予選会・アジア太平洋フロアボール選手権が日本・埼玉県で開催される。

#### アジア太平洋フロアボール選手権男子
| 年   | 金             | 銀             | 銅                 | 開催地         |
| ---- | -------------- | -------------- | ------------------ | -------------- |
| 2001 | オーストラリア | シンガポール   |                    | シンガポール   |
| 2004 | 日本           | シンガポール   | オーストラリア     | シンガポール   |
| 2005 | 日本           | オーストラリア | シンガポール       | シンガポール   |
| 2006 | シンガポール A | オーストラリア | シンガポール B U19 | シンガポール   |
| 2007 | シンガポール A | 韓国           | 日本 B             | シンガポール   |
| 2008 | シンガポール   | オーストラリア | 韓国               | オーストラリア |
| 2009 | 日本           | オーストラリア | 韓国               | 韓国           |
| 2010 | シンガポール   | 日本           | オーストラリア     | シンガポール   |

#### アジア太平洋フロアボール選手権女子
| 年   | 金           | 銀             | 銅             | 開催地       |
| ---- | ------------ | -------------- | -------------- | ------------ |
| 2001 | シンガポール | オーストラリア |                | シンガポール |
| 2004 | 日本         | シンガポール   | マレーシア     | シンガポール |
| 2005 | シンガポール | 日本           | オーストラリア | シンガポール |
| 2009 | 日本         | シンガポール   | 韓国           | 韓国         |

## その他

### ネオホッケー
日本ではレクリエーションスポーツとして、ユニホック(Unihoc)、ユニバーサルホッケー(Universal Hockey)(ユニホッケー; Unihockey)と呼ばれる競技が普及し、一時期はフロアボール・ユニホック・ユニバーサルホッケーの3協会が並立していたが、2012年に統合され、現在の「日本フロアボール連盟」が発足した。また、ユニホックとユニバーサルホッケーは統合され、ネオホッケーという名称に変更された。なお、「ユニホック」はスウェーデンの用品メーカーユニホック社に由来し、「ユニバーサルホッケー」の名称は日本のスポーツ用品メーカー、アシックスの主導によるものである（そのため、ユニホックの公式用品はユニホック社、ユニバーサルホッケーの公式用品はアシックスのみとされていた）。

### 電動車椅子ホッケー
電動車いすに乗って行う、フロアホッケーの競技。主に、ヨーロッパで盛んに行われている。競技対象者としては筋ジストロフィーや脳神経麻痺といった、重度障害者である。その為、手でスティックを持つのが困難な選手は車いすにスティックを取り付けることが出来る。他にもフロアホッケーより小さなコートで行う、(縦16m・横26m)最低2人はT字のスティック(Tスティック)で競技をすることが特徴である。前半後半それぞれ20分の計40分である。